# Aiko de Toshi
Pour les articles homonymes, voir Aiko.
La princesse Aiko de Toshi (敬宮愛子内親王, Toshi-no-miya Aiko Naishinnō), née le 1er décembre 2001 à l'hôpital de la Maison impériale dans les jardins du Kōkyo dans l'arrondissement de Chiyoda à Tōkyō, est la fille et l'enfant unique de l'empereur Naruhito du Japon et de son épouse l'impératrice Masako Owada.

## Noms
Ses deux noms furent choisis directement par ses parents, marquant ainsi une rupture avec la tradition qui veut que ce soit l'empereur qui donne son nom à un membre de la maison impériale du Japon. En revanche, la coutume selon laquelle ces noms sont inspirés d'un passage d'un des Classiques chinois a été respectée. Pour leur fille, les princes héritiers ont choisi un extrait du chapitre 28 du livre IV, seconde partie, des enseignements du philosophe confucianiste Mencius qui dit : « 愛人者人恒愛之、敬人者人恒敬之 », ce qui, une fois traduit du chinois, donne : « Celui qui aime les autres est constamment aimé par eux. Celui qui respecte les autres est constamment respecté par eux. ».
Ainsi son prénom, Aiko (愛子) utilise le kanji 愛 (愛, Ai, « amour, aimer ») et le kanji 子 (子, Ko, « enfant »), signifie littéralement « L'enfant d'amour » ou « L'enfant aimée ».
Son nom de complaisance, Toshi-no-miya (敬宮) renvoie quant-à-lui à la seconde partie de la phrase avec le kanji toshi (敬, kei/kyō/uyamau) qui signifie « respect, respecter, respectueux ».
Elle reçoit officiellement ses noms le septième jour après sa naissance, le 7 décembre 2001, en même temps que son emblème personnel (お印, o-shirushi) : l'Azalée à cinq pétales (五葉躑躅, Goyō-tsutsuji), afin de symboliser le cœur pur de la princesse.
Si la loi de la Maison impériale de 1947 n'est pas réformée, et si elle se marie, elle perdra ses titres pour prendre le nom de son époux, ce qui est fort probable puisque le frère cadet de son père a un fils.

## Éducation

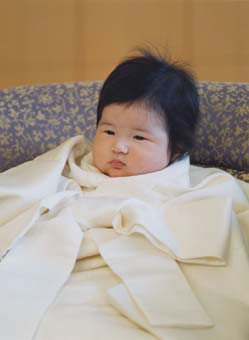
La princesse Aiko âgée de trois mois, 2002.

La princesse Aiko a commencé sa scolarité au jardin d'enfant du Château national des Enfants de Tōkyō en 2005 avant de rejoindre en avril 2006 l'école maternelle de la Compagnie scolaire privée Gakushūin, où tous les membres de la famille impériale ont été scolarisés depuis sa création en 1877. En parallèle, elle suit également des cours de gymnastique et de musique au Tōgū-gosho, palais où elle réside avec ses parents, et intègre son premier orchestre scolaire en juin 2011 comme violoncelliste (reprenant le même instrument de prédilection que son grand-père, l'empereur) après avoir par le passé montré de l'intérêt pour le piano (à l'instar de sa grand-mère l'impératrice) et le violon (comme son père). Selon son père, elle montre également un intérêt pour la poterie, le jardinage qu'elle pratique dans les jardins du palais du Tōgū avec sa mère et pour le sumo, ayant mémorisé les noms de naissance, de combattant et les origines géographiques de nombreux sumotori, suivant les combats à la télévision ou en les reproduisant avec son père. Elle assiste à son premier basho le 10 septembre 2006 en compagnie de ses parents à l'occasion de la première journée du Aki basho, ou tournoi d'automne, au Ryōgoku Kokugikan de Tōkyō.
Elle intègre l'école élémentaire de cette même compagnie en avril 2008. À cette occasion, de nombreux parents d'élèves se sont plaints des aménagements importants apportés cette année à l'école en considérant qu'il s'agissait de mesures d'exception entièrement dues à la présence de la princesse : le nombre d'élèves par classe a été réduit de 44 à 33 (l'école devant déplacer une piscine et un gymnase pour construire de nouvelles salles de classe), de nouvelles cartes d'identité à puce ont été distribuées aux enfants, il a été prévu la construction de hauts murs autour de l'école tandis qu'il aurait été demandé que 70 % des élèves de la classe de la princesse soient d'anciens camarades de cette dernière à l'école maternelle (alors que deux tiers des enfants de l'établissement sont des nouveaux arrivants à Gakushūin) ou encore que les familles ne montrent à personne les photographies prises à l'intérieur de l'école.
Les mères d'élèves de Gakushūin ont également demandé que la princesse Masako soit plus présente notamment dans les rencontres entre parents d'élèves ou les sorties scolaires, la seule à laquelle la princesse héritière ait participé lorsque sa fille était à l'école maternelle n'ayant pas réellement permis que celle-ci tisse des liens avec les autres parents.

Au début du mois de mars 2010, l'Agence impériale rend public son retrait de l'école pour avoir été harcelée et malmenée, comme d'autres élèves de sa classe, par des garçons d'une autre section. Elle retourne en cours selon un emploi du temps limité, et accompagnée par sa mère, à partir du 2 mai 2010. L'Agence impériale a dû par la suite démentir publiquement avoir conseillé à la direction de Gakushūin d'ajouter des médicaments dans les repas des tourmenteurs de la princesse pour les calmer. À l'occasion de son dixième anniversaire, le 1er décembre 2011, il est indiqué que la princesse a pratiquement repris un emploi du temps scolaire normal, que les présences en classe de sa mère se sont largement espacées, la princesse ayant recommencé à se rendre seule à l'école à partir de septembre, et que « Il apparaît qu'elle aura juste besoin d'un petit peu plus de temps pour revenir à la normale. Nous aimerions attendre cela calmement ».

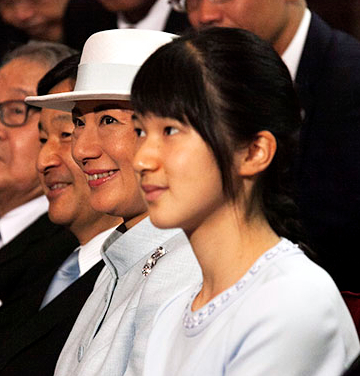
Aiko en 2016 aux côtés de ses parents.

Elle finit l'école élémentaire en mars 2014 et entre au collège pour fille de Gakushūin le mois suivant, avant de le terminer à son tour en mars 2017 afin d'entamer la dernière étape de sa scolarité secondaire suivant, le lycée, toujours au sein de la même institution. Elle participe également au programme d'été (Summer Course) du collège d'Eton au Royaume-Uni pour étudier la culture britannique, pendant trois semaines à la fin du mois de juillet et au début du mois d'août 2018, dans le cadre d'un programme d'échange scolaire proposé par le lycée pour fille de Gakushūin.

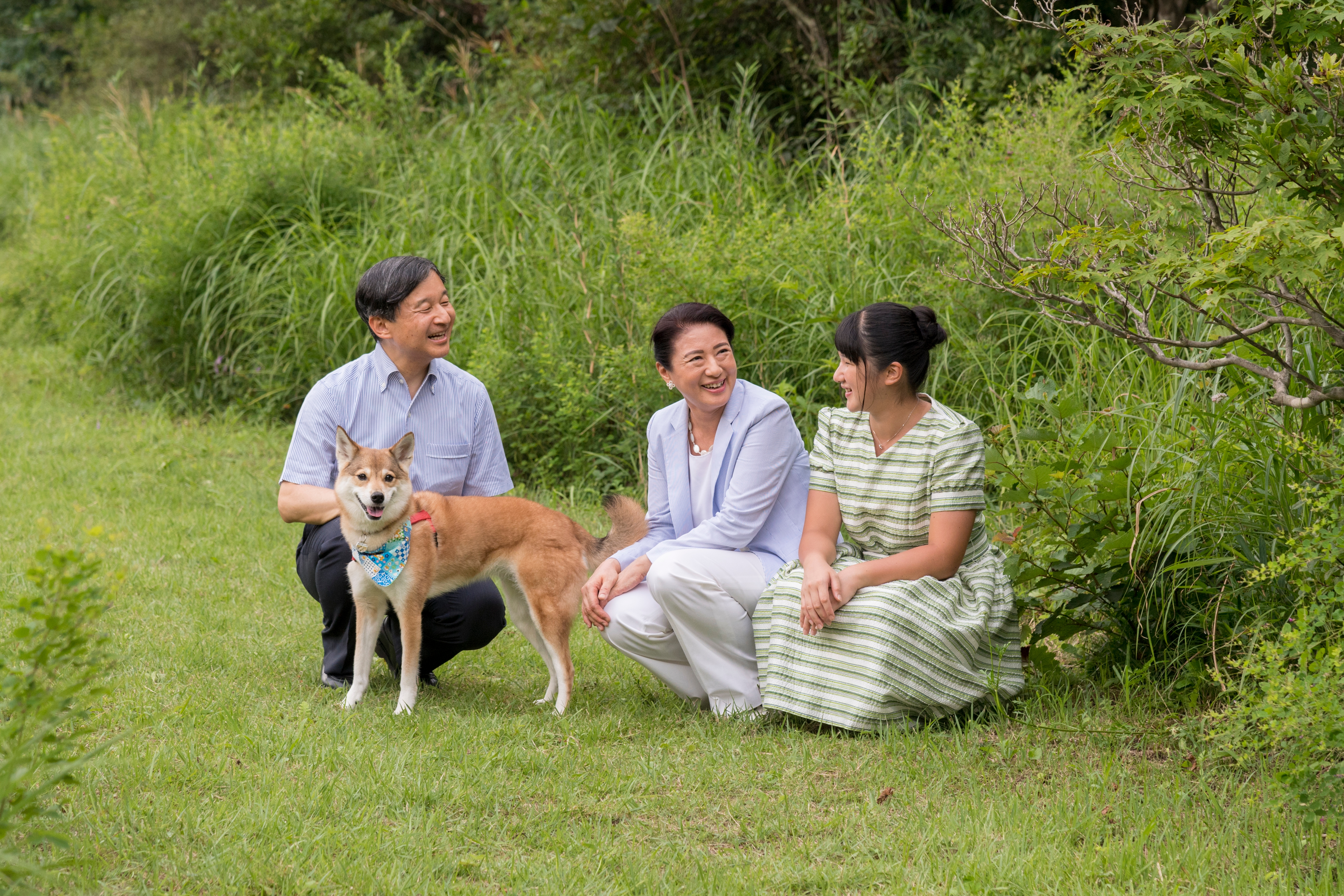
Naruhito, Masako et leur fille Aiko, dans la préfecture de Tochigi.

En mars 2020, elle reçoit son diplôme de fin d'études secondaires et entre au mois d'avril de la même année à l'université Gakushūin, au sein de la faculté des lettres en littérature japonaise, et diplômée de l'université en 20 mars 2024. A partir d'avril 2024, elle travaille à la Croix rouge japonaise, par volonté d'être « utile aux gens et à la société ».

## Problèmes de santé
Début novembre 2011, la princesse Aiko ayant contracté le germe Mycoplasma pneumoniae, fut hospitalisée pour une pneumonie naissante.

## Controverse sur la succession au trône

### Crise de succession
Selon la loi de la maison impériale de 1947 qui régit la succession au trône du Chrysanthème, les femmes sont exclues de cet héritage en raison du principe de primogéniture masculine. Toutefois, la fin des pratiques ancestrales des concubines impériales et de l'adoption de cadets issus d'autres branches de la famille impériale à partir des empereurs Meiji puis Taishō, mais surtout la limitation de la succession aux seuls descendants masculins de ce dernier par la loi de 1947, ont fortement réduit le nombre de candidats potentiels.
Cependant, aucun garçon n'est né dans la maison impériale du Japon après 1965, avec la naissance du prince Akishino, frère du prince héritier et oncle de la princesse Aiko, et jusqu'en 2006, année de naissance du prince Hisahito d'Akishino, fils du prince Akishino et cousin de la princesse Aiko. Après son mariage, une forte pression a été exercée sur les épaules de la princesse Masako pour qu'elle mette au monde un héritier et, en accumulant les dépressions nerveuses, elle subit une fausse couche en 1999 avant de donner naissance à la princesse Aiko en 2001.

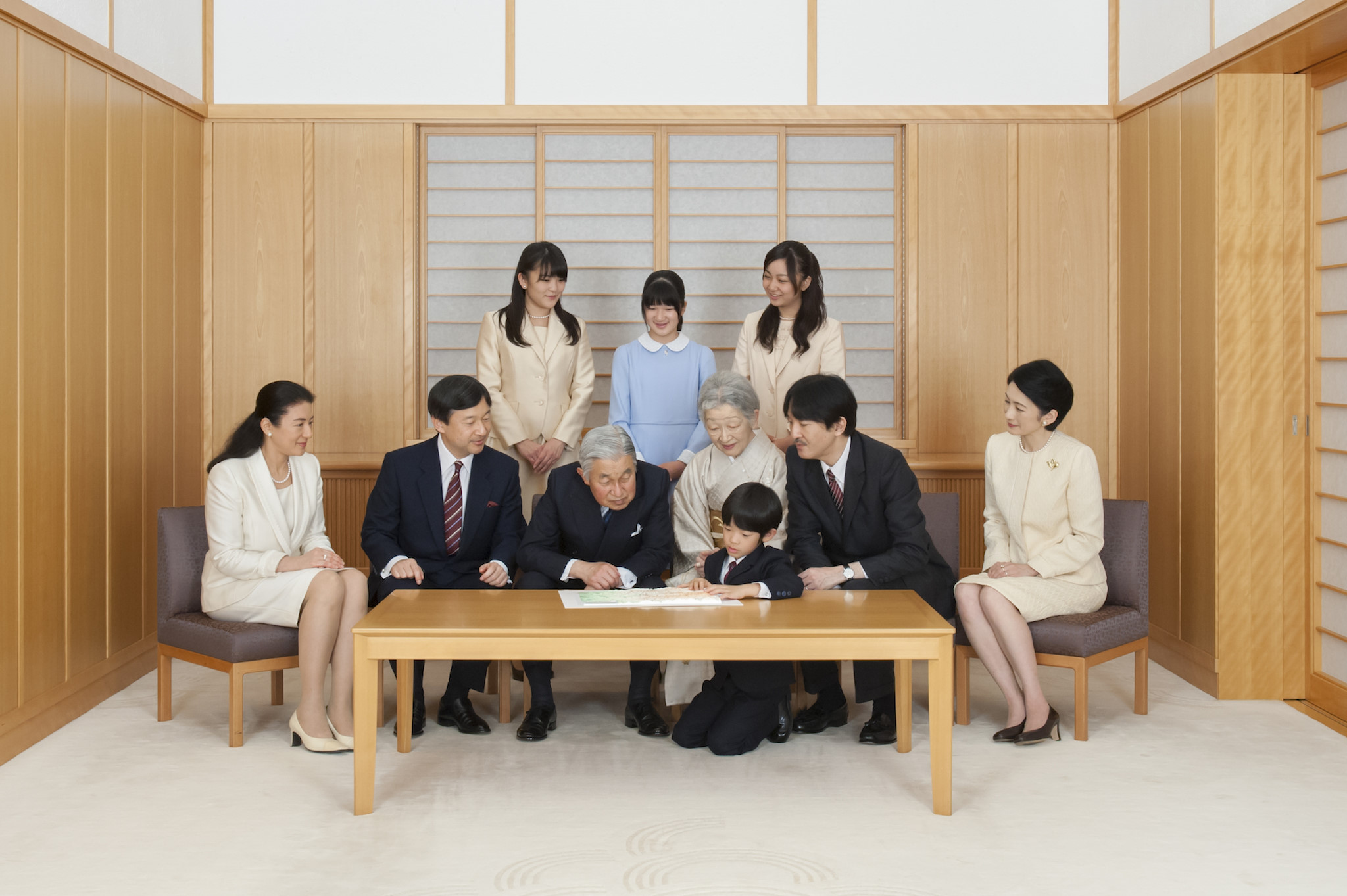
L'empereur Akihito et l'impératrice Michiko, entourés de membres de la famille impériale, en novembre 2013.

Or, parmi les membres actuels de l'ordre de succession impérial, seuls l'empereur Naruhito et le prince héritier Akishino sont encore potentiellement en âge d'avoir d'autres enfants et donc d'espérer donner à la couronne un nouvel héritier. En effet, le prince Hitachi et son épouse n'ont jamais eu d'enfant et ont depuis longtemps dépassé l'âge d'en avoir. D'autre part, les trois fils du prince Takahito Mikasa, doyen de la famille impériale, mort centenaire en 2016, sont tous décédés. L'aîné, le prince Tomohito est mort en 2012, et n'a eu que deux filles ; le prince Yoshihito, mort en 2014, ne s'est jamais marié ; enfin le cadet, le prince Norihito, est décédé en 2002 et a eu avec son épouse trois filles. Ainsi, tous les espoirs de la maison impériale sont placés dans le prince Hisahito.

### Projet de réforme de la loi de succession
Le gouvernement a, entre 2005 et 2006, réfléchi à une série de solutions pour régler ce problème de succession : 
- Le 24 janvier 2005, le gouvernement japonais de Jun'ichirō Koizumi propose de remettre au goût du jour une vieille tradition japonaise interdite par la loi de 1947, à savoir la possibilité pour le prince et la princesse héritiers d'adopter un fils issu d'une maison cadette de la famille impériale, soit (le prince Hisahito n'étant pas encore né) un garçon né dans une ancienne branche impériale déchue de ses droits après 1947.
- Le 25 octobre 2005, un panel d'experts réuni à la demande du Premier ministre appelle dans son rapport à une révision pure et simple de la loi de succession impériale pour y introduire le principe de primogéniture absolue.
- De novembre 2005 à février 2006, plusieurs médias nationaux et internationaux font échos des recommandations du prince Tomohito de Mikasa, cousin germain de l'empereur, connu pour ses positions traditionalistes. Celui-ci, dans les colonnes du magazine mensuel Bungei Shuju appartenant à une association caritative dont il est président, s'est opposé à la suppression de la primogéniture masculine et a proposé à la place plusieurs solutions à la crise de succession : outre la reprise de la proposition de l'adoption d'un enfant issu d'une branche cadette, il appelle également à la réintégration dans la famille impériale des vieilles familles déchues en 1947 et, solution la plus fracassante, envisage même l'éventualité de recourir à nouveau à l'ancien système des concubines[19],[20].
- Le 20 janvier 2006, le Premier ministre Jun'ichirō Koizumi annonce, dans son discours annuel de politique générale, qu'il a prévu de présenter un projet de loi à la Diète du Japon permettant aux femmes d'accéder au trône du chrysanthème, dans la droite ligne des conclusions énoncées par le panel d'expert fin 2005, sans pour autant préciser le contenu de ce projet de loi ni de calendrier précis quant à sa préparation[21].
- Le 1er février 2006, une nouvelle controverse est lancée lorsque Takeo Hiranuma, ancien ministre de l'Économie, du Commerce et de l'Industrie de Koizumi limogé par ce dernier en 2005 en raison de son opposition au projet de privatisation de la poste, organise un meeting, où se sont rendus 40 parlementaires, contre le projet de loi de réforme de la succession japonaise. En effet, il dit craindre que, si la réforme est mise en place et que donc la princesse Aiko devient un jour impératrice, plus tard elle ne puisse épouser un étranger « aux yeux bleus »[22].
- Le 6 février 2006, il est annoncé que l'épouse du prince d'Akishino, la princesse Kiko d'Akishino, est enceinte. À la suite de cette nouvelle, le gouvernement décide finalement que l'éventuel projet de loi de réforme ne sera présenté qu'au cours de la session parlementaire de 2006[23]. Le 6 septembre 2006, la princesse Kiko accouche d'un garçon, appelé prince Hisahito d'Akishino, le premier fils à être né dans la famille impériale depuis son père en 1965 et donc désormais 2e dans l'ordre de succession au trône.
- En janvier 2007, le nouveau Premier ministre, Shinzō Abe, a annoncé qu'il abandonnait l'idée de la révision de la loi de succession, à la suite de la naissance du prince Hisahito[24].

Toutefois, le principe d'étendre le droit de succession aux femmes n'a pas encore totalement été écarté. Le professeur de droit constitutionnel, et l'un des principaux partisans de la réforme successorale, Kōichi Yokota prévient ainsi qu'« il n'y a aucune garantie de continuité pour la famille impériale tant que des règles souples de succession n'auront pas été adoptées ». De plus, une majorité de l'opinion reste largement favorable à cette révision et ainsi à l'avènement futur d'une impératrice en la personne de la princesse Aiko. C'est ainsi que, au cours de la campagne pour l'élection du président du PLD et ainsi pour la désignation d'un successeur à Abe, le candidat favori, à savoir Yasuo Fukuda qui est devenu ensuite Premier ministre, a fait savoir qu'il est favorable à l'introduction des femmes de la famille impériale dans l'ordre de succession au trône. Il n'a pourtant rien fait en ce sens durant son mandat, ayant démissionné le 1er septembre 2008. Son successeur, Tarō Asō, avait, à l'époque où la réforme était d'actualité, appelé la classe politique à bien réfléchir avant de se prononcer sur ce projet. De plus, il est le beau-frère du prince Tomohito, principal adversaire à l'accession à l'ordre de succession des femmes.
Si un jour la loi de 1947 est bien réformée, la princesse Aiko serait première dans l'ordre de succession et serait amenée à devenir la onzième impératrice régnante du Japon et la première depuis Go-Sakuramachi qui a régné de 1762 à 1771. Elle serait également la première à accéder au trône dans des circonstances normales, c'est-à-dire en succédant à son père après avoir porté le titre de princesse héritière (même si ce fut le cas déjà une seule fois, pour l'impératrice Kōken, reconnue héritière par son père l'empereur Shōmu et qui est donc encore à ce jour la seule femme à avoir porté le titre de Kōtaishi, au masculin) et en transmettant à ses enfants le droit de succession, ses prédécesseurs ayant toutes régné dans des contextes exceptionnels (essentiellement pendant les minorités des héritiers masculins légitimes).

## Titulature
- Depuis le 1er décembre 2001 : Son Altesse Impériale la princesse Aiko, princesse de Toshi.

## Distinctions
- Grand-croix de l'ordre de la Couronne précieuse (5 décembre 2021)[27].